# Nym mixnet
Nym mixnet（混合网络）是一款用于保护在线通信隐私的自由及开放源代码软件。它是David Chaum在1981年设计的混合网络理念的技术实现， Nym mixnet（混合网络）通过由数百个节点组成的全球多层网络混合互联网流量，其中源 IP 地址和目标 IP 地址是被分离的。 
与Tor网络或VPN一样，它可以伪装IP地址，防止用户被定位。与它们的不同之处在于，Nym混合网络还隐藏了其他元数据，   据网络安全专家称，这些元数据今天可用于进行大规模监视和识别个人身份。 
Nym混合网络主要通过引入虚假数据包、改变数据包之间的时间间隔以及修改数据包大小（所有数据包相同）来隐藏元数据。  这三种行为使得政府或私营机构难以分析数据模式和部署计算机监视机制，以用来监视、控制或提取数据进行商业利用。  

## 历史
后来Nym混合网络设计的研究是在 Panoramix 和 NextLeap 等几个欧盟委员会内部的研究项目的框架内进行的。 
與 Aggelos Kiayias一起參與設計的還有麻省理工學院，魯汶大學和倫敦大學學院（UCL）的研究人員。 離開Facebook Libra團隊的研究人員也參與了研究合作。
离开Facebook Libra团队的研究人员也参与了研究合作 
切尔西-曼宁（Chelsea Manning）最初担任过美国军方的情报分析员，曾经因在维基解密泄露75万份机密文件而入狱 7 年，她对Nym mixnet混合网络进行了审计   ，并且在2022年1月作为安全专家加入了Nym团队。  

## 使用
Nym mixnet混合网络的访问和使用正处于测试阶段。
Nym 社区开发了两个应用程序来探索 Nym 混合网络：
- Pastenym 是Pastebin的匿名替代品，用户可以在此托管文本和图片并与他人共享。
- Nodes Guru 混合网络浏览器：  这是一个Nym网络组件、运行参数、状态和位置的目录。它还包括Nyx区块链浏览器。